# Robert Bernstein
Robert Bernstein (23 de maio de 1919 – 19 de dezembro de 1988), algumas vezes creditado como R. Berns, foi um escritor estadunidense de histórias em quadrinhos, peças teatrais e empresário musical, notabilizado pela fundação do Island Concert Hall, produzindo uma série de recitais que durou 15 temporadas, em Long Island.
Suas apresentações ocorreram no decorrer de três décadas. Em 1951, quando cofundou o Roslyn Music Group que se apresentou em conjunto ou solo tocando música de câmara em Long Island, sua carreira de empresário já estava em andamento. Bernstein lançou sem fins lucrativos a série de recitais no Concert Hall em 1964, oferecendo ao público 30 apresentações de música clássica, jazz, dança e teatro, incluindo de companhias da Broadway e concertos da Filarmônica de Nova Iorque. Os eventos populares foram apresentados no palco do C. W. Post Center da Universidade de Long Island, no Nassau Coliseum e em outros auditórios de Long Island.
A peça de Bernstein "Love Italian Style" recebeu uma montagem póstuma em 1993 pelo the Arena Players Repertory Theater em East Farmingdale, Long Island.

## Histórias em quadrinhos
Como escritor, ele ficou conhecido pelos contos publicados na EC Comics e por aventuras do Superman na DC Comics, quando também estabeleceu a mitologia e a origem de Aquaman. Foi parceiro de vários artistas na criação de personagens tais como Congorila, Aqualad e Aquamoça, além do herói Jaguar para a Archie Comics.
Como a maioria dos profissionais de quadrinhos de sua época, Bernstein não foi creditado originariamente pelos seus trabalhos, recebendo esse reconhecimento em republicações modernas. Seu primeiro crédito confirmado foi na aventura de seis páginas "Ghouls' Gold" na revista Crime Does Not Pay número 43 (janeiro de 1946) da Lev Gleason. Outros trabalhos iniciais foram a história publicada pela Spark Publications, revista Golden Lad número 4, protagonizada pelo personagem Swift Arrow, textos para a DC Comics e Fawcett Comics, e uma história de 1947 de Lanterna Verde Alan Scott.
Pela antecessora da Marvel Comics na década de 1950, Atlas Comics, Bernstein escreveu a série de guerra War Comics, bem como muitas aventuras de faroeste do Cavaleiro Negro (Black Rider). Outras séries que escreveu nessa década foram as da DC Comics All-American Men of War, G.I. Combat, Our Army at War, Our Fighting Forces e Star Spangled War Stories; dramas psicológicos da EC Psychoanalysis e Shock Illustrated; e aventuras de super-heróis, colaborando com Jack Kirby numa aventura do Arqueiro Verde em World's Finest Comics número 99 (fevereiro de 1959).[carece de fontes?]
Com o artista Howard Sherman, Bernstein adaptou a série de longa duração de "Congo Bill", aventuras na selva cujo protagonista trocava de mente com um gorila dourado chamado "Congorila", iniciada na revista  Action Comics número 248 (janeiro de 1959).

### Superman e Aquaman
A primeira aventura registrada de Bernstein com o Superman, pela DC Comics, foi "The Oldest Man In Metropolis", na revista Action Comics #251 (abril de 1959). Trabalhos posteriores incluem histórias nas revistas DC Superman's Girl Friend, Lois Lane, Superman's Pal, Jimmy Olsen, Superboy (incluindo as aventuras posteriores do herói em Adventure Comics), e histórias do Arqueiro Verde e da Supermoça. Com Ramona Fradon, ele reintroduziu o super-herói da Era de Ouro dos quadrinhos Aquaman, na revista Adventure Comics número 260 (maio de 1959) e continuou com a autoria das histórias até o número 282 (março de 1961), criando muitos personagens coadjuvantes.[carece de fontes?] Um deles foi Aqualad, que apareceu pela primeira vez na revista Adventure Comics número 269 (fevereiro de 1960)  e que décadas mais tarde se transformaria no herói adulto Tempest. Bernstein e o artista George Papp criaram a Zona Fantasma e o General Zod, elementos importantes da mitologia do Superman, na revista Adventure Comics número 283 (abril de 1961).
Na última parte da chamada Era de Prata dos Quadrinhos, Bernstein escreveu histórias para os personagens da Archie Comics, The Fly e Jaguar e, com roteiro do editor-chefe da Marvel Stan Lee, algumas das primeiras aventuras do Homem de Ferro e do Thor, respectivamente nas antigas revistas Tales of Suspense e Journey into Mystery. Ele também escreveu aventuras do Tocha Humana, roteirizadas pelo desenhista Jack Kirby em Strange Tales.[carece de fontes?] Nessa editora ele usou o pseudônimo "R. Berns".
O último trabalho de Bernstein para a DC foi a aventura "King Superman versus Clark Kent, Metallo" na revista Action Comics #312 (maio de 1964). Bernstein adaptou o personagem de rádio O Sombra ("the Shadow") para a Archie Comics no mesmo ano, e seus últimos trabalhos nos quadrinhos foram duas histórias na revista The Shadow número 3 (novembro de 1964).[carece de fontes?]

## Vida pessoal
Bernstein morou em Upper Brookville, Nova Iorque, e em Long Island. Aos 69 anos, ele morreu de ataque cardíaco em Delray Beach, Flórida, casa de inverno, deixando a esposa Beverly, a filha Alison, a irmã Louise Sandler e dois netos, Emma e Julia Brown-Bernstein. Beverly Bernstein morreu em 10 de novembro de 2011, aos 99 anos de idade.

## Leituras
- The Comics Journal #127 (fevereiro de 1989): "Bernstein Dead at 69"